# Aventuras de Superman
Las  Aventuras de Superman es una serie de televisión estadounidense basada en el cómic, los personajes y los conceptos creados en 1938 por Jerry Siegel y Joe Shuster, tuvo una duración de seis temporadas y 104 episodios de media hora. El programa fue la primera serie de televisión en presentar a Superman y comenzó a rodarse en 1951 en California. Patrocinado por el fabricante de cereales Kellogg's, la televisión sindicada muestra disputas respecto a la fecha inicial y final de transmisión de la serie, pero en general son aceptadas el 19 de septiembre de 1952 a 28 de abril de 1958. Las dos primeras temporadas del show fueron filmadas en blanco y negro y de la temporada tres a la seis fueron filmadas en color. Las temporadas en color fueron transmitidas en monocromático.
George Reeves interpretaba a  Clark Kent/Superman,  con Jack Larson como Jimmy Olsen, John Hamilton como Perry White, y Robert Shayne como el Inspector Henderson. Phyllis Coates interpretó a Lois Lane en la primera temporada y  Noel Neill desde la segunda temporada (1953). La serie mostraba a Superman batallando contra maleantes, mafiosos, y otros villanos de ficción en la ciudad de Metrópolis mientras permanecía "fuera de acción" como el tranquilo reportero del Daily Planet, Clark Kent. Los colegas de Kent, Lois Lane y Jimmy Olsen se encontraban a menudo en situaciones peligrosas, que sólo podían resolverse con la oportuna intervención de Superman.
Las Aventuras de Superman generalmente empleaba efectos visuales avanzados para televisión de la época, y, aunque el programa no ganó importantes premios, fue popular entre su público y sigue siendo popular hoy en día. Su tema de apertura, conocido como La marcha de Superman, se ha convertido en un clásico en su género y es instantáneamente reconocible por los fanes de Superman. En 1976, fue publicado el libro Superman: From Serial to Cereal , y en 1987 episodios seleccionados de la serie fueron puestos en el mercado. En 2006, se comercializó la serie completa en DVD y las reposiciones del show todavía tienen un lugar en la televisión sindicada de los Estados Unidos. En 2006 se estrenó Hollywoodland, una película dramatizando la producción del show y la muerte de su estrella, George Reeves.

## Producción
En 1951, el expositor y productor películas B Robert L. Lippert presentó un largometraje de 67 minutos de duración en blanco y negro con George Reeves y Phyllis Coates llamado Superman and The Mole Men con guion de Robert Maxwell (como Richard Fielding) y la dirección de Lee Sholem. La película impulsó la primera temporada de televisión que entró producción en agosto y septiembre del mismo año. Sin embargo la producción de la serie fue suspendida y permaneció fuera del aire hasta que la empresa alimenticia Kellog's entró como patrocinante en septiembre de 1952, debido a que la empresa había hecho anteriormente lo mismo con la serie de Superman en radio. El éxito de la serie fue una completa sorpresa para el elenco. Jack Larson recuerda haberse encontrado en Nueva York cuando fue tomado totalmente fuera de guardia por su nueva fama. En cuanto a la primera película, "Mole Men" fue editado en una historia de dos partes titulada "The Unknown People" y fue televisado a finales de la primera temporada, el único capítulo en dos partes en la historia de la serie.
Después del rodaje de la primera temporada la actriz Phyllis Coates había contraído otros compromisos y no regresó como Lois Lane para la segunda temporada. Noel Neill (quien había desempeñado el personaje en el serial para cine protagonizado por Kirk Alyn) tomó el papel, y quedó en el mismo hasta que la serie fue cancelada. El núcleo del reparto se mantuvo con Phillips Tead ocasionalmente uniéndose a los habituales en las últimas temporadas como el personaje recurrente, profesor Pepperwinkle. Para promover y divulgar el espectáculo, el elenco de Reeves, Larson y Hamilton pudieron hacer dinero adicional por aparecer en comerciales de Kellogg's en la segunda temporada. Sin embargo, Noel Neill apareció con ellos, porque los patrocinadores estaban preocupados de que en las escenas apareciese Clark Kent desayunando con Lois Lane lo cual sería demasiado sugestivo (si bien no parecieron preocuparse porque Kent apareciese desayunando con Jimmy Olsen).
Desde el principio, la serie fue filmada como una película serial con actores principales usando el mismo vestuario durante las tomas para agilizar los tiempos de filmación y los horarios además de ahorrar en costes presupuestarios. Por ejemplo, todas las escenas que tenían lugar en la "oficina" de Perry White eran filmadas una detrás de otra, para la futura colocación en diversos episodios, lo que a menudo era confuso para los actores. Presupuesto adicional se ahorraba al utilizar la oficina de Clark como la de Lois con un simple cambio de tapices, por lo tanto se prescindía de construir un set adicional. Otros cortes se usaron, en la última temporada, por ejemplo, son pocas las escenas que se realizaron en exteriores, se realizaron episodios que se filmaron casi en su totalidad en el estudio.
El presupuesto para la serie era relativamente bajo, con un promedio de $15.000 por episodio. Los actores recibían $200 por episodio, algunos historiadores del programa y Jack Larson han indicado que el elenco tuvo que hacer reiteradas peticiones a los productores para que se les diera un aumento de $50, o dejarían la producción. Al final de la serie, el protagonista Reeves estaba ganando por lo menos $2.500 por episodio, pero el resto del elenco aún ganaba considerablemente menos. El elenco se ligó al programa al firmar una "cláusula de 30 días", es decir que los productores podían exigir sus servicios para rodar una nueva temporada con treinta días de preaviso. Sin embargo, esta cláusula también les prohibía realizar algún otro compromiso a largo plazo, como películas u obras de teatro.
Como una barrera contra la posible introducción de la televisión en color, el espectáculo pasó a filmarse en colores desde la temporada de 1954 en adelante, aunque en un principio se emitió monocromático. El traje de Superman usado por Reeves era marrón (para el rojo), gris (para el azul), y blanco (para el amarillo), de forma que fueran "leídos" correctamente los tonos de gris adecuado en la televisión en blanco y negro. En los episodios que de filmaron en color, la proyección monocromática hacía casi indistinguibles los tonos de gris del nuevo traje de Reeves.
A lo largo de los últimos 50 episodios, las controversias entre el gasto adicional por el rodaje en color y los bajos sueldos se reflejó en la actitud del elenco. El productor Whitney Ellsworth más tarde admitiría: "A veces por el apuro solo nos quedaba basura, pero nos veíamos obligados a utilizar lo que había, en lugar de encender los equipos y comenzar de nuevo."

### Formato
Aventuras de Superman fue un programa infantil, pantalla completa, en episodios de media hora. El show fue filmado en blanco y negro para sus dos primeras temporadas y en color desde la temporada tres a la seis.

### Temporadas en blanco y negro, 1952-1953
Las temporadas en blanco y negro tenían un estilo de acción-aventuras similar a los seriales para cine tipo B y semejante a los dramas criminales noir de la década de 1940. Para acentuar la semejanza los personajes tenían estereotipos preestablecidos. Phyllis Coates, que interpretó a Lois Lane en la primera temporada, fue una popular actriz de los seriales B de la época, y su Lois Lane era voluntariosa y de carácter fuerte, una emprendedora reportera que intentaba eclipsar a Clark Kent. Durante la emisión de la serie Reeves solicitó que Coates recibiese igual figuración en los créditos que la que tenía él. Jack Larson interpretaba a un Jimmy Olsen, pasante en el Daily Planet ocupado en desentrañar la verdad en los casos extraños, pero que generalmente terminaba siendo atrapado por el villano. Por lo general recibía la ayuda de Superman en algún momento. El mismo Superman es visto como una presencia semi misteriosa, desconocido para muchos de los villanos ("¿Quién es el tipo del traje de circo?", pregunta un villano en "The Riddle of the Chinese Jade"). Los episodios solían estar repletos de acción y, con frecuencia, violentas historias en las que Superman lucha contra los señores del crimen. Hubo en varios capítulos una serie de muertes tanto dentro como fuera de la pantalla.
Después de que finalizó la primera temporada y tras el descanso del elenco y equipo, llegó el momento de volver para de reiniciar la filmación de la segunda temporada, pero pr desgracia Phyllis Coates ya no estaba disponible, al haberse comprometido con otro proyecto. Los productores entonces contrataron a Noel Neill para el papel con créditos secundarios como Larson, Hamilton, y Shayne. La imagen de Neill fue más accesible para las jóvenes audiencias de televisión, más dulce y más simpática que la eficiente, y difícil caracterización de Coates. Bob Maxwell, cuyos episodios en la primera temporada rozaban los macabro, dejó el show (para pasar a producirLassie en 1954). Whitney Ellsworth se convirtió en productor en 1953 y continuó siéndolo durante el resto de la duración de la serie (fue productor asociado y editor de la historia durante la temporada inicial sin recibir crédito). La segunda temporada del show continuó teniendo un aire principalmente serio y grave, con Ellsworth templando significativamente la violencia. Con villanos tipo cómic, menos violentos que los gánsteres y otros de la primera temporada y sólo ocasionalmente muerte fuera de pantalla, la Kellogg's dio su plena aprobación al enfoque de Ellsworth y el programa permaneció exitoso. Historias sentimentales o humorísticas fueron más evidentes y frecuentes que en la primera temporada. Una gran parte de las historias sin embargo, tratan de cuestiones personales de Superman, tales como su pérdida de memoria en "Panic in the Sky".

### Temporadas en color, 1954-1958
En las temporadas en color, el personaje de Superman comenzó a tener el carácter ligero de los cómic de la época. Los villanos solían ser más caricaturizados, gánsteres interpretados con actuaciones más exageradas. La violencia en el show fue atenuada aún más y los únicos disparos eran apuntados contra Superman, por supuesto las balas rebotaban contra el héroe. En estas temporadas cada vez en menos ocasiones hubo luchas físicas entre Superman y los maleantes, generalmente las peleas se resolvían con un solo golpe tipo karate, cuando eran dos villanos Superman solía resolver sosteniéndolos a ambos y golpeándolos contra sus propias cabezas. La mayoría de las veces, los villanos se golpeaban a sí mismos tratando de escapar de Superman. Ahora muy popular para los televidentes, Jimmy ahora se desempeñaba como el soporte cómico del programa. Constantemente Olsen y Lane eran capturados por los villanos para ser rescatados a último minuto por Superman.
Los guiones de la sexta y última temporada recuperaron el nivel de la primera dejando atrás los bajos niveles de las dos anteriores y restablecido un poco de la seriedad del show, a menudo con elementos de ciencia ficción como un robot impulsado por Kriptonita (un acercamiento a "The Bowery Boys Meet the Monsters"), explosiones atómicas, y cubos de metal inexpugnable. En uno de los últimos episodios, "The Perils of Superman", que de hecho hubo peligro mortal sacado de las películas seriales: Lois atada a un conjunto de vías férreas con un tren rodando a exceso de velocidad, Perry White casi cortado a la mitad, Jimmy en un vehículo a gran velocidad hacia un acantilado, y Clark Kent sumergido en una tina de ácido. Este fue uno de los tres episodios dirigidos por George Reeves, en un intento por inyectar nueva vida a la serie. A pesar de los esfuerzos de Reeves como director la serie habría de ser cancelada poco tiempo después.

### Casting
El Superman del programa de radio, Bud Collyer, sintió que era demasiado viejo (a los 43) para desempeñar el papel de la televisión y era, en cualquier caso, de un tipo físico completamente diferente al personaje. Kirk Alyn, que había desempeñado Superman en dos seriales para cine, dijo que había rechazado el papel por temor al encasillamiento. Los productores de la serie manifestaron que nunca fueron considerados seriamente para la temporada inicial ni Alyn ni sus coestrellas Noel Neill, Tommy Bond, o Pierre Watkin, (que más tarde fue considerado para el papel de Perry White), .

### Locaciones
Aventuras de Superman comenzó a filmarse en los RKO Pathe-Studios (más tarde, Desilu Studios) en Culver City, California, en agosto-septiembre de 1951. Los episodios costaban cerca de $15.000 la pieza, un programa de bajo presupuesto en todos los sentidos entonces o ahora. En 1953-1954, el show fue filmado en California Studios, y, en 1955, en los Estudios Chaplin. En 1956-57, el show fue filmado en ZIV Studios.
La toma que estableció al edificio del Daily Planet en la primera temporada fue el E. Clem Wilson Building en Los Ángeles mientras que el Carnation Milk Company Building a pocas cuadras al este sirvió como entrada frontal del Daily Planet. La mayoría de los exteriores eran tomas de archivo de Culver City, el valle de San Fernando y el observatorio Griffith. Aparte de algunos clips de la ciudad de Nueva York en "Superman on Earth", la mayoría, si no todos los clips de las acciones utilizadas para representar Metropolis son de la zona de Los Ángeles.

### Secuencia de apertura
La presentación de programa, imitó la letra tridimensional de las tapas de libros de historietas. Ocasionalmente ha surgido confusión sobre el artículo "las" (the), ya que es narrado por el locutor en off. En algunos fuentes se hace referencia  al título del show como "Las Aventuras de Superman" ("The Adventures of Superman"); otros libros (así como TV Guide) simplemente mostraban la etiqueta "Superman". El título del show es generalmente aceptado como Aventuras de Superman ("Adventures of Superman") sin artículo precediendo a "Aventuras".
La narración de la presentación del programa, una ampliación del programa de radio de la década de 1940 y de los dibujos animados de Max Fleischer, fue grabada por el actor Bill Kennedy, enmarcado en la marcha (música) de Superman, tenía el siguiente texto:.

¡Más rápido que una bala! ¡Más poderoso que una locomotora! ¡Capaz de pasar edificios en un solo salto! ("¡Arriba en el cielo! ¡Es un ave! ¡Es un avión! ¡Es Superman!")... Si, es Superman ... extraño visitante de otro planeta, quién vino a la Tierra con poderes y habilidades mayores a las de cualquier mortal! Superman ... quien puede cambiar el curso de poderosos ríos, doblar metal con sus manos, y quien, disfrazado como Clark Kent, tranquilo reportero de un gran periódico de la ciudad, lucha una interminable batalla por la verdad, la justicia y el estilo americano!

Faster than a speeding bullet! More powerful than a locomotive! Able to leap tall buildings at a single bound! ("Look!  Up in the sky!" "It's a bird!" "It's a plane!" "It's Superman!")... Yes, it's Superman ... strange visitor from another planet who came to Earth with powers and abilities far beyond those of mortal men! Superman ... who can change the course of mighty rivers, bend steel in his bare hands, and who, disguised as Clark Kent, mild-mannered reporter for a great metropolitan newspaper, fights a never-ending battle for truth, justice, and the American way!

### Música
La música utilizada en el programa provenía mayormente de librerías musicales, a menudo adaptaciones de la música de películas B. Aparentemente, la única música original escrita para la serie fue la marcha que se escucha con los créditos. El tema se le atribuye al arreglista León Klatzin. 

### Efectos delvuelode Superman
Si bien considerados simples por los parámetros actuales, los efectos de vuelo de las Aventuras de Superman eran bastante adelantados para su época. El vuelo de Superman se realizaba en tres fases: el despegue, vuelo y aterrizaje. Cables y alambres fueron utilizados para las tomas de Superman a principios de la filmación pero cuando Reeves estuvo cerca de sufrir una concusión en "The Ghost Wolf", los cables e hilos se dejaron de lado y se trajo un trampolín. Reeves corría en pantalla, se impulsaba con el trampolín que estaba fuera de cámara (a veces por encima de la cámara), hacia una colchoneta o relleno. El trampolín tenía fuerza suficiente, junto con la manipulación sutil de la cámara, para hacer que se viese como si, de hecho, despegara. Las escenas de vuelo se lograron a través de una cantidad relativamente pequeña de material que se utilizó en las secuencias repetidas veces. Las típicas escenas de la técnica se lograban con Reeves extendido sobre un dispositivo tipo espátula ajustado a su torso y piernas, operado con un contrapeso como una jirafa de micrófono. Reeves fue filmado en ocasiones delante una pantalla con imágenes aéreas proyectadas en la parte posterior, o contra un fondo neutro proporcionador de un mate que se combinaba ópticamente con una toma aérea. El fondo del vuelo se cambiaba en función de las necesidades del episodio: nubes, edificios, etc. Las técnicas de los aterrizajes se lograban con Reeves saltando desde una escalera fuera de cámara o balanceándose desde una barra horizontal.

## Premios

### Saturn Awards Academy of Science Fiction, Fantasy & Horror Films, USA
| Año  | Categorías                           | Nominados                                    | Resultado |
| ---- | ------------------------------------ | -------------------------------------------- | --------- |
| 2006 | Best Retro Television Release on DVD | The Aventures of Superman, Season 1 (Warner) | Nominada  |

## Personajes y elenco

### Personajes principales
- Superman, un extraterrestre del planeta Krypton, enviado a la Tierra en su infancia, crece bajo el cuidado y crianza de Eben y Martha Kent. Ya mayor, con el nombre de Clark Kent, trabaja como reportero del Daily Planet. Utiliza sus superpoderes para combatir a los villanos en Metropolis y a menudo tiene que rescatar a Jimmy Olsen y Lois Lane. El Superman de la serie de televisión desarrolló superpoderes más allá de sus precursores en la radio, dibujos animados, cómics, teatro y series. Separaba sus moléculas para caminar a través de muros, llegó a ser invisible, y se dividió en dos, sin perder sus tradicionales poderes de visión de rayos X, visión microscópica, supermecanografía, superoído, superaliento, superfuerza, el vuelo, y dominio de las lenguas extranjeras.[3] Los padres de Superman aparecen en el primer episodio. Superman es interpretado por George Reeves.

- Lois Lane, es una reportera del Daily Planet y asociada a Clark Kent. Es una mujer correctamente vestida, y profesional competente. Sospecha que Kent es Superman y espera la oportunidad de confirmarlo. En los episodios de Noel Neill, Lois está ilusionada con el Hombre de Acero y sueña casarse con él. Fue interpretada por Phyllis Coates en la primera temporada, y posteriormente por Noel Neill.
- Jimmy Olsen, es un pasante de reportero y fotógrafo en el Daily Planet y un asociado de Kent y Lane. La madre de Jimmy hace una aparición en uno de los primeros episodios. Aunque algo infantil en sus gustos y sentido del humor, de vez en cuando Jimmy muestra madurez, sagacidad, valentía, y buen juicio. Fue desempeñado por Jack Larson.
- Perry White, es el mal humorado e impaciente editor y redactor del Daily Planet. A veces participa en las peligrosas hazañas de Lois y Jimmy, en la búsqueda de la noticia. Trata a ladrones y matones con noble desdén y desprecio. Interpretado por John Hamilton.
- Inspector Henderson, de la Policía de Metropolis es un amigo del Daily Planet y, a menudo, el personal trabaja en colaboración con él en las investigaciones de los delitos. Henderson tiene un hijo adolescente llamado Ray, que aparece en un episodio. Henderson fue creación de los escritores de la serie radiofónica. El papel lo hacía Robert Shayne.

## Trama
Los episodios de Superman seguían a personaje mientras libraba batallas con gánsteres, matones, científicos locos y peligros no humanos como asteroides, los robots, y el mal funcionamiento de las máquinas radiactivos. En el primer episodio se muestra, la infancia de Superman, la destrucción del planeta Krypton, su llegada a la Tierra, y su cuidado en una granja por una pareja.

## Temas
Superman en la televisión llegó en 1952 con una mitología establecida a través de libros de historietas, una novela, una serie de radio, dos seriales para cine y varios cortos de animación de Max Fleischer. Ninguno de los enemigos de Superman conocidos, como Brainiac o Lex Luthor apareció en el programa de televisión, excepto Sr Zero, un hombre miniatura de Marte a semejanza del enemigo del cómic Sr Mxyzptlk, que hizo una aparición en un quinto episodio de la temporada. El elemento más importante incorporado en el show creado a partir de la mitología del superhéroe es la vulnerabilidad a la Kryptonita. En varios episodios en el transcurso del desarrollo del programa figura el metal como una parte de la trama. Otro de los elementos consignados a partir de la mitología a la serie de televisión era la sospecha de Lois Lane con respecto a la verdadera identidad de Clark Kent y su entusiasmo romántico con Superman.

## Cancelación y secuelas
Los productores tenían previsto continuar las Aventuras de Superman en 1959, por dos años más, que empezarían a transmitirse en la temporada 1960. La muerte del actor John Hamilton inició el caos del plan. El actor Pierre Watkin, fue contratado para sustituir a Hamilton como "el hermano de Perry White" (Watkin había desempeñado el papel de Perry White en los dos seriales de Columbia, y había sido actor invitado en la serie).
La repentina muerte de la estrella del show George Reeves, en junio de 1959 no parecía ser el final de la serie, al menos a los ojos de los productores. Cuando Jack Larson regresó de Europa después de la muerte de Reeves, los productores propusieron que la serie podría continuar como "Superman's Pal, Jimmy Olsen", con más atención al personaje interpretado por Larson, interpretado frente a un "Superman", que sería un compuesto de tomas existentes previas de George Reeves y un doble de aspecto similar filmado desde atrás. Larson rechazó la idea de plano, y la serie fue finalmente eliminada.

## Comentarios de la crítica
El 8 de abril de 1953, Variety reportó sobre la premier en New York del 1 de abril: 

Es crédito de National Comics de que sus versiones para la televisión estén restringidas en los guiones y técnicamente bien hechas ... La filmación es de primera, no escatimaron gastos para obtener los efectos especiales. George Reeves, quien actúa como Superman, no tiene demasiado del papel en la función inicial, ya que la mayoría trata de la infancia del héroe, pero luce bien tanto como reportero manso como el héroe. Phyllis Coates está bien como Lois Lane, reportera, mientras que John Hamilton encaja el concepto ficticio del editor. Los otros papeles fueron bien manejados.

### General
- Adventures of Superman: Complete Series. DVD. Warner Bros. Entertainment Inc., 2005, 2006.
- Grossman, Gary, Superman: Serial to Cereal, Popular Library, 1977 ISBN 0-445-04054-8